# Timonoe argenteozonata
Timonoe argenteozonata är en spindelart som beskrevs av Tamerlan Thorell 1898. Timonoe argenteozonata ingår i släktet Timonoe och familjen käkspindlar.
Artens utbredningsområde är Myanmar. Inga underarter finns listade i Catalogue of Life.